# Matt Johnson (réalisateur)
Pour les articles homonymes, voir Matt Johnson (homonymie) et Johnson.
Matt Johnson est un acteur et cinéaste canadien. Il est connu pour ses longs métrages indépendants, notamment The Dirties (2013), qui a remporté le prix du meilleur long métrage narratif au Slamdance Film Festival, et Operation Avalanche (2016), qui a été présenté en avant première au Sundance Film Festival,.

## Carrière

### Débuts (2007—2009)
Il est connu pour avoir créé, écrit et joué dans la web série à petit budget Nirvanna the Band the Show de 2007 à 2009.

### The Dirties(2013—2014)
Johnson a réçu une acclamation critique au Canada avec son premier long métrage, The Dirties qui a remporté le prix du Meilleur long métrage narratif au festival Slamdance. Il a également été nommé pour un Prix Écran canadien dans la catégorie Meilleur montage pour The Dirties à la 2e cérémonie des Prix Écrans canadiens en 2014.
Le film avait un budget de production de 10 000 dollars. Après la fin de la production, 45 000 dollars supplémentaires ont été nécessaires pour obtenir les droits de licence pour la musique utilisée dans le film. Tout le financement du film est venu « de sa propre poche »[réf. nécessaire]. Il y avait presque pas de dialogue écrit et plusieurs scènes ont été tournées sans que certains des participants ne soient au courant.

### Operation Avalanche(2016)
Operation Avalanche a été présenté en avant-première au Festival du film de Sundance. Johnson avait reçu une offre pour présenter le film au Festival international du film de Toronto, mais a décliné, estimant que le film serait perdu dans le grand nombre de films présentés. Lionsgate a sorti le film le 16 septembre 2016 aux États-Unis. Il a été nommé pour le prix du Meilleur réalisateur aux 5e Prix Écran canadiens en  2017 pour son travail sur Operation Avalanche.
Rotten Tomatoes, un agrégateur de critiques, rapporte que 69 % des 51 critiques ont donné une critique positive du film ; la note moyenne est de 6,4/10. Metacritic lui a attribué une note de 69/100 sur la base de 18 critiques. Peter Debruge de Variety a écrit : « La folle cascade borderline illégale de Matt Johnson et Owen Williams délivre pleinement sur sa prémisse tout autant barrée. » John DeFore du Hollywood Reporter l'a qualifié de « fantaisie attachante mais pas toujours convaincante qui tire beaucoup de son ambiance d'époque ». Anthony Kaufman de Screen Daily a écrit que le film « ressemble plus à une aventure vagabonde qu'à un film solidement conçu. »

### Nirvanna the Band the Show(2016—2018)
Nirvanna the Band the Show est à nouveau tourné et relancé au Festival international du film de Toronto, puis diffusé comme une série télévisée sur Viceland à l'automne 2016. L'émission met en vedette Johnson et Jay McCarrol en tant que Nirvanna the Band, deux amis de longue date et colocataires, qui se livrent à une série de cascades dans leur ville natale de Toronto dans l'espoir de décrocher un concert au Rivoli, bien qu'ils n'aient jamais écrit ni enregistré une seule chanson, ni pris aucune autre mesure pour préparer leur groupe de musique.

## Divers
En plus de ses propres productions, il a joué dans des longs métrages tels que Diamond Tongues, How Heavy This Hammer et Anne at 13,000 Ft. En 2021, Johnson a réalisé une suite animée de Nirvanna the Band the Show appelée Matt & Bird Breaks Loose.
En 2022, Johnson a réalisé le film à venir BlackBerry, sur la montée et la chute de la société canadienne de technologie Research in Motion. Le film met en vedette Glenn Howerton dans le rôle de Jim Balsillie et Jay Baruchel dans celui de Mike Lazaridis.